# Pedro de León Sánchez
Pedro de León Sánchez (Tlaltenango, Zacatecas; 22 de octubre de 1945) es un político mexicano. Ha desempeñado los cargos de Gobernador de Zacatecas, Dipuatdo Federal, Senador de la República y Secretario General de Justicia del Estado de Zacatecas.